# Peralta (Navarra)
Peralta település Spanyolországban, Navarra autonóm közösségben. Peralta Azagra, San Adrián, Andosilla, Falces, Marcilla és Funes községekkel határos. Lakosainak száma 6003 fő (2024).

## Népesség
A település népessége az elmúlt években az alábbi módon változott:
| Lakosok száma | 5376 | 5681 | 5833 | 6056 | 6080 | 5889 | 5837 | 5893 | 5965 | 6003 |
|               | 2001 | 2004 | 2006 | 2009 | 2011 | 2014 | 2016 | 2019 | 2021 | 2024 |